# Rec TV
Rec TV (conocido también como REC) es un canal de televisión por suscripción chileno que emite programas del archivo de Canal 13 y algunas producciones originales. Es propiedad del Grupo Luksic y operado por Secuoya Chile.

## Historia
A finales de marzo de 2014, Canal 13 anuncia la realización de Rec TV, el cual basaría su programación en distintos programas de carácter misceláneo, humorísticos, programas de telerrealidad y teleseries, todos ya emitidos anteriormente por Canal 13, contando con material de audio y video remasterizado y digitalizado. El 28 de marzo de 2014, se informó que Movistar con sus servicios de televisión satelital e IPTV, sería el primer cableoperador de Chile en recibir Rec TV. Además, se anunció el día de inicio de transmisiones y la frecuencia de la señal.
El 1 de abril de 2014, Rec TV inicia sus transmisiones oficiales, a través de Movistar. El 17 de abril de 2014, la señal ingresa de manera oficial a la cableoperadora de televisión satelital TuVes HD.
El 1 de septiembre de 2015, por medio de su perfil de Facebook, el canal anunció el cese de la emisión de la señal vía streaming — previo registro gratuito. Al día siguiente, por el mismo medio, el canal explicó que esto se debe a que su señal está ideada solamente para la televisión de pago.
Entre el 31 de mayo y el 1 de junio de 2016, la señal cesa su transmisión a través de TuVes HD, debido a que la empresa cableoperadora, reorganiza la grilla de canales, para intentar abarcar a todo público, según gustos y necesidades, mientras que desde el canal, aseguraron que no se llegó a acuerdo de contrato, con la empresa cableoperadora (salieron Rec TV y 13C).
El 3 de junio de 2016, el canal se incorpora a la grilla de Claro, mientras que a inicios de 2017 llega a Gtd, Telsur y Entel.
A partir de 2019, se han realizado producciones originales con un enfoque la nostalgia. El primer programa original fue RECordando Más música con la conducción de Andrea Tessa, programa en el cual se mezclan entrevistas con segmentos de Más música. Este programa sentó las bases de RECordando... con Andrea Tessa, el cual abarca otros temas además de la música. Andrea Tessa también condujo Quédate en la música, de carácter similar a los dos previos pero con entrevistas a figuras internacionales como Paul Anka, Ana Torroja y Luis Fonsi, y realizadas a distancia, debido al confinamiento por el COVID-19.
En 15 de marzo de 2022, VTR anunció la llegada de Rec TV a su grilla, como parte de las señales que ocuparían el espacio dejado por los canales de Disney Media Networks Latin America, los cuales abandonaron la grilla o cesaron transmisiones. El canal llega, tanto en formato SD como HD, el 1 de abril del mismo año.

## Logotipos

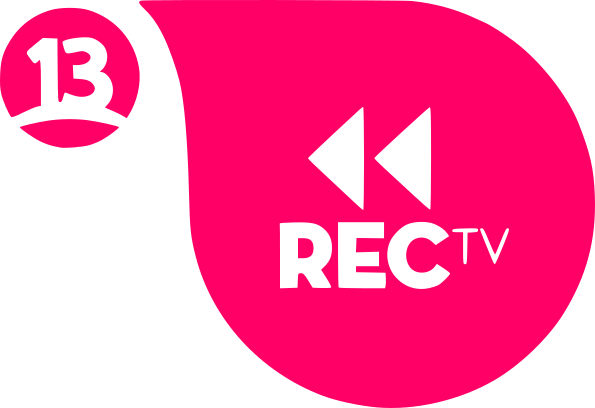
1 de abril de 2014-10 de julio de 2015
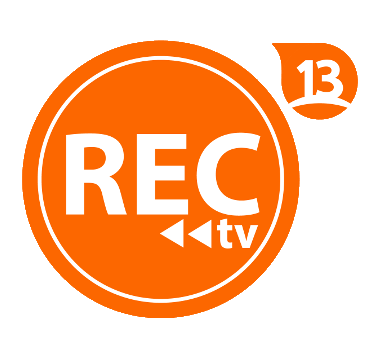
10 de julio de 2015-9 de septiembre de 2015
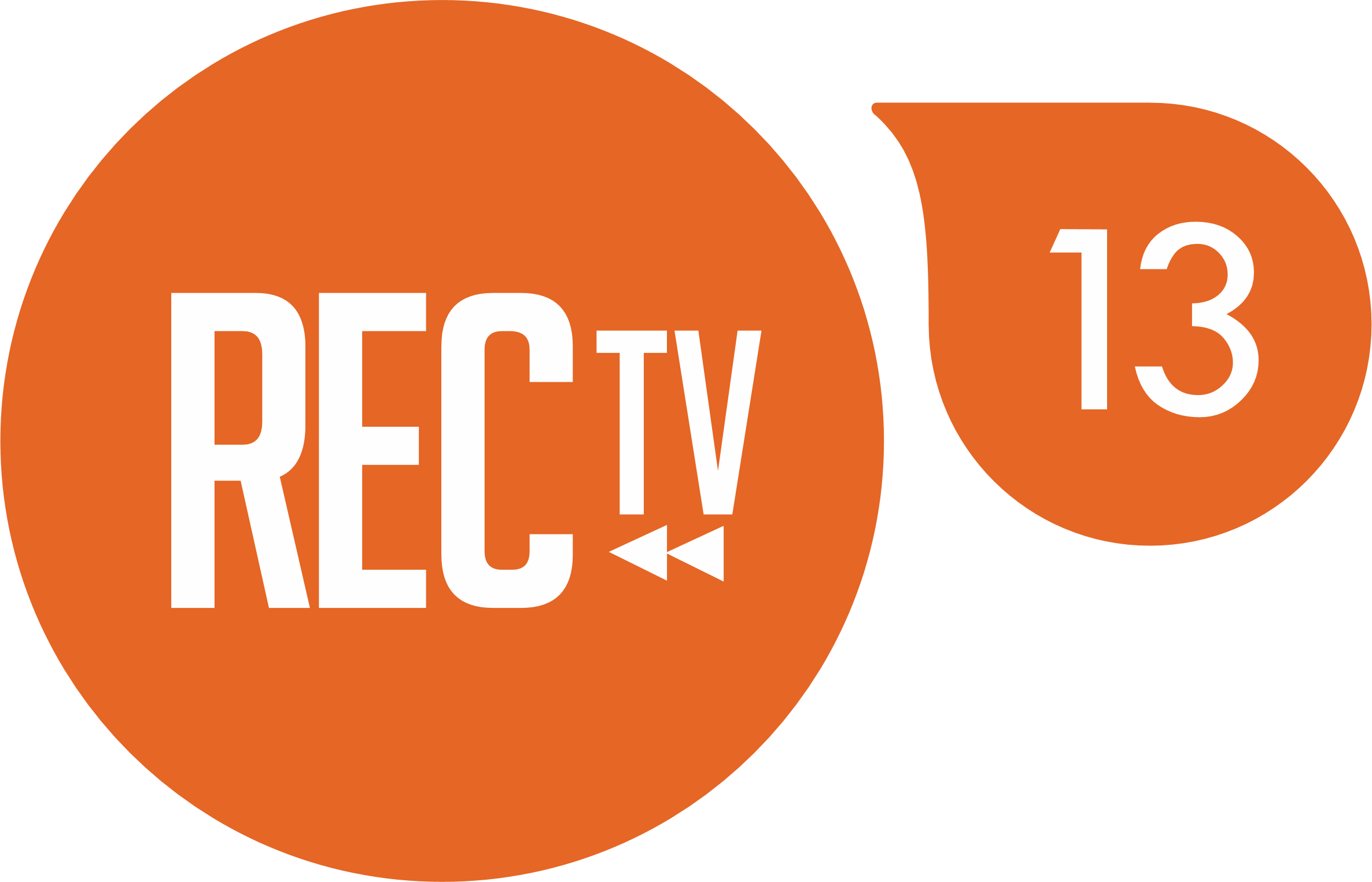
9 de septiembre de 2015-7 de mayo de 2018
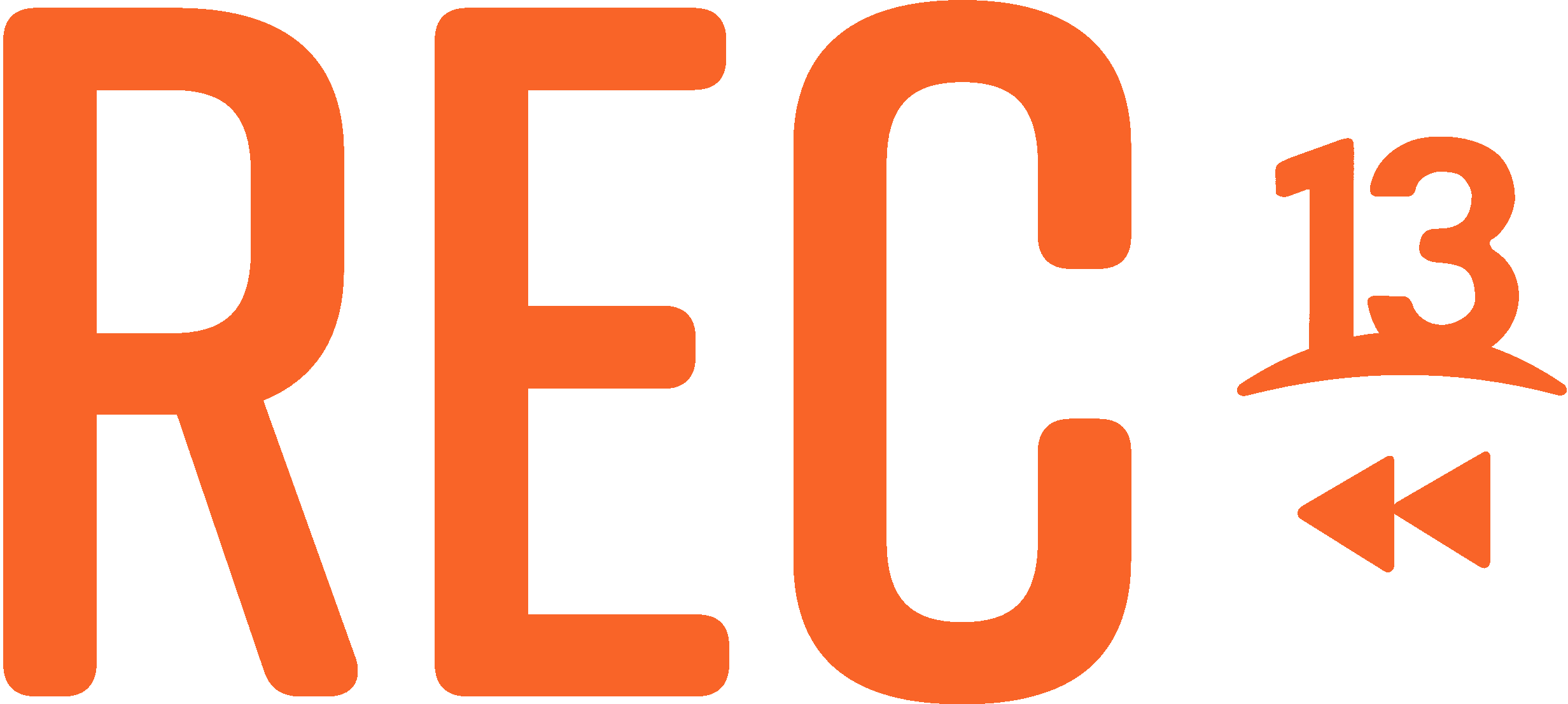
8 de mayo de 2018-presente

## Eslóganes
| Período                                    | Eslogan                         |
| ------------------------------------------ | ------------------------------- |
| 1 de abril de 2014-2 de septiembre de 2015 | Vuélvelo a ver                  |
| 3 de septiembre de 2015-5 de mayo de 2016  | Tus mejores momentos            |
| 6 de mayo de 2016-30 de septiembre de 2021 | La televisión de nuestras vidas |
| 1 de octubre de 2021-presente              | El ayer y hoy, juntos           |
| 1 de enero de 2022-presente                | La señal retro de Canal 13      |

## Locutores
Desde aquel primer día de transmisión (1 de abril de 2014), el canal no tenía locutor que anunciara las grabaciones de intros, continuidad y los comerciales. Desde octubre de 2014 el canal comenzó a agregar al menos un locutor para esas cuñas mencionadas.
| Nombre                 | Período       |
| ---------------------- | ------------- |
| Iván Moya              | 2014-2017     |
| Patricio Gutiérrez     | 2017-2020     |
| Carola Carstens        | 2020-2023     |
| Edith de la Rosa       | 2021-2022     |
| Paulina Nin de Cardona | 2023-presente |
| Christian Gordon       | 2023          |